# Коллекция Лихтенштейнов

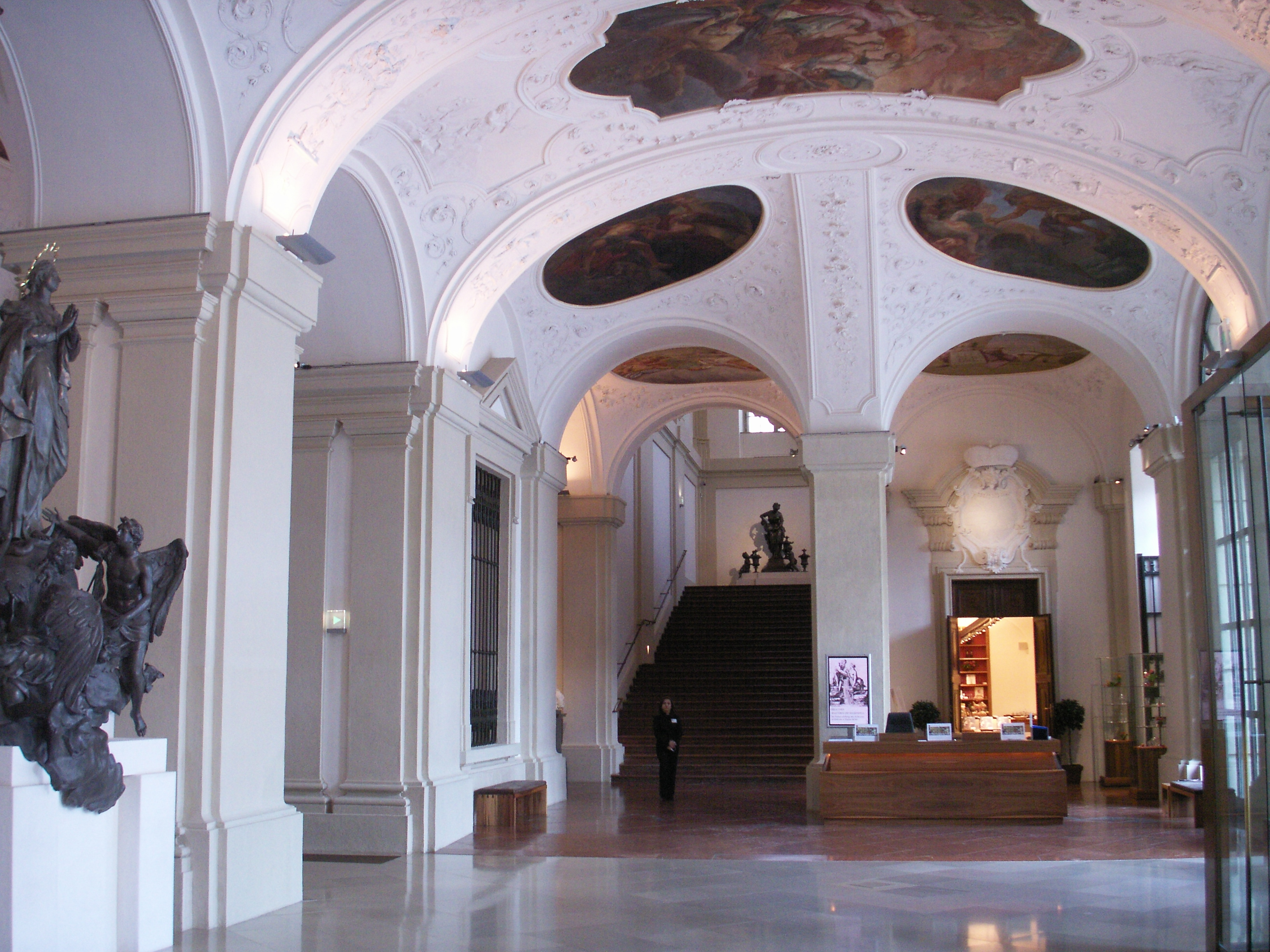
Один из залов Лихтенштейнского дворца

Коллекция Лихтенштейнов — художественное собрание княжеского дома Лихтенштейнов, одна из наиболее значимых частных коллекций в мире, включающая в себя свыше 3 000 экспонатов: картин, скульптур, произведений ювелирного искусства, изделий из фарфора и бронзы, а также охотничье оружие и мебель, а также около 10 000 книг.
Основа коллекции была заложена в XIV веке епископом Георгом фон Лихтенштейн. Затем она значительно пополнилась благодаря князю Карлу I, который сочетал коллекционирование с заказами новых произведений искусства. Последующие поколения продолжили расширять собрание, приобретая полотна Лукаса Кранаха , Рафаэля Санти, Рубенса, Рембрандта, Ван Дейка, Яна Стена и других художников. Жемчужиной собрания считался «Портрет Джиневры де Бенчи» кисти Леонардо да Винчи. В 1967 году он был продан князем Лихтенштейна за рекордную для того времени сумму в 5 млн долларов.
В 1807 году художественная коллекция была открыта для публики. Она располагалась в Садовом и в Городском дворцах Вены. Музей Лихтенштейнов просуществовал до 1938 года, а после аншлюса Австрии был закрыт. Снова он открылся только в марте 2004. Владельцы рассчитывали пополнить галерею за счёт выставок картин из ранее закрытых для публики собраний других аристократических родов (Борромеи, Харрахи) и принимать до 300 тысяч туристов ежегодно. В 2011 году ввиду относительно низкой посещаемости (не более 45 тысяч туристов в год) князь Лихтенштейна принял решение закрыть музей. В настоящее время для посещения Садового дворца туристической группой требуется предварительная договорённость, а коллекция Лихтенштейнов отправлена в гастрольные выставки в музеи других стран. В 2009 и 2014 годах собрание выставлялось в Государственном музее изобразительных искусств им. А. С. Пушкина в Москве.
Стоимость коллекции оценивается экспертами в несколько миллиардов долларов.

## История собрания

### XIV—XV века. Начало коллекции
Считается, что основу собрания заложил в XVI веке Карл I фон Лихтенштейн, однако директор коллекции Йохан Крефтнер обращает внимание, что уже на рубеже XIV—XV веков епископ Георг фон Лихтенштейнский-Никольскбургский (ок. 1360—1419) коллекционировал позднесредневековые изделия из золота и серебра. Он также являлся заказчиком многих произведений искусства, которыми украшал свои резиденции. По мнению Й. Крефтнер, именно он положил начало семейному собирательству.
Позже его дело продолжил Хартманн фон Лихтенштейн (1544—1585), пополнив семейное собрание большой коллекцией книг. Кроме того, благодаря его браку с Анной фон Ортенбург в семью попал «Портрет графа Ладислава фон Фраунсберга» (1557) кисти Ганса Милиха, а также ряд других картин и шпалер.

### XVI век. Карл I
Карл I фон Лихтенштейн (1569—1627) внёс существенный вклад в становление собрания Лихтенштейнов. Находясь на службе у императора Рудольфа II, Карл I заказывал для него произведения искусства, а также пополнял личную коллекцию императора. После смерти Рудольфа II, придворные художники остались без больших королевских заказов, и Карл I стал заказывать у них произведения уже для себя. В этот период он приобрёл скульптуры «Се Человек» и «Святой Себастьян» Андриана де Фриса, флорентийские мозаики, изделия из мастерских Козимо ди Джованни Каструччи и Джулиано ди Пьетро Пандольфини. За свою жизнь ему удалось собрать значительную коллекцию картин, гобеленов, предметов мебели, а также более чем 900 предметов из золота, серебра и сосудов, вырезанных из полудрагоценных камней.

### XVII век. Карл Эйсебиус и Иоганн Адам
Князь Карл Эйсебиус I (1611—1684) продолжил дело отца. Несмотря на периодические финансовые трудности, ему удалось приобрести ряд произведений, которые искусствоведы особо выделяют в коллекции, среди них «Погрудный портрет молодого человека» (1456) неизвестного автора, триптих «Поклонение Младенцу» (1470) Хуго ван дер Гуса, «Портрет Клары Серены Рубенс» (1616) и алтарная композиция «Вознесение Марии» (1635) Питера Рубенса и др. Кроме того он классифицировал семейное собрание документов и рукописей, а также написал несколько трактатов, в том числе по воспитанию князей и управлению княжескими владениями, которые оказали влияние на характер коллекции. В них Карл Эйсебиус написал наставления потомкам, определив критерии, по которым следует приобретать или заказывать новые произведения искусства, а также по сохранности уже имеющихся предметов.
Любовь к искусству и собирательству передалась и следующему главе дома Лихтенштейнов — князю Хансу Адаму Андреасу (1662 — 1712). При нём были построены Городской (нем. Majoratspalais) и Садовый (нем. Gartenpalais) дворцы в Вене, в которых впоследствии разместилась семейная коллекция. В поисках очередного шедевра, Иоганн Адам вёл переписку с антикварами по всей Европе. Специально для него они делали зарисовки выставленных на продажу произведений, высылали подробное описание, а также сообщали, какое количество коллекционеров хотело бы ими владеть. Ханс Адам приобрёл цикл крупноформатных картин Рубенса «История Деция Муса», несколько полотен Ван Дейка и другие работы, а также большое количество предметов прикладного искусства и бронзовых копий с античных оригиналов.

### XVIII век. Объединение коллекций
Князь Йозеф Венцель I (1696—1772) несколько лет был послом в Париже, являлся страстным поклонником французского искусства. Поэтому он пополнял собрание преимущественно французской живописью и книгами. В 1738 году в Париже у Николя Пино он заказал для себя «Золотую карету» — изысканную повозку в стиле рококо, самое совершенное техническое средство передвижения своего времени. Часть произведений, приобретённых Йозефом Венцелем I (парные картины «Геркулес на распутье» и «Венера передаёт Энею оружие Вулкана» Помпео Батони, холсты Каналетто и Жана Симеона Шардена) впоследствии покинули собрание из-за вынужденной продажи после Второй мировой войны.
В 1767 году был издан первый печатный каталог собрания. Он содержал информацию по 501 картине и 186 скульптуре, приобретённых преимущественно при князе Йозефе Венцеле.
Наряду с основным собранием, являющимся фидеикомисс (то есть неотчуждаемой частью наследного имущества), существовали и другие коллекции, управляемые не правящими членами семьи. Например галерея в замке Лоосдорф, принадлежащая Эммануэлю Лихтенштейнскому (1700—1772), к 1722 году насчитывала уже свыше 600 картин. Ещё около 800 картинами владел Хартманн Лихтенштейнский (1666—1728). В конце XVIII века эти коллекции также вошли в основное собрание и стали частью фидеикомисс.

### XIX век.
Несколько иначе на собирательство смотрел Иоганн II (1840—1929). Руководствуясь советами немецкого искусствоведа Вильгельма фон Боде, который составил первый иллюстрированный каталог галереи, князь решил отойти от строгих структурных рамок в картинной галерее, реорганизовав её так, чтобы она сочетала все виды искусства, представленные в собрании. Вместе с тем, стремясь избавить коллекцию от обнажённой натуры, он продал ранние работы Питера Рубенса «Самсон и Далила» и «Избиение младенцев в Вифлееме». Кроме того, он подарил 125 произведений Музею истории города Вены и Австрийской государственной галерее (ныне Бельведер). Самым значительной потерей для коллекции стало тондо Сандро Боттичели, переданное Иоганом II в венскую Галерею Академии.

### XX век.
После Второй мировой войны княжеская семья попала в трудное финансовое положение. Поэтому в 1967 году Франц Иосиф II принял решение о продаже жемчужины коллекции — «Портрета Джиневры де Бенчи» кисти Леонардо да Винчи. Он ушёл за 5 млн долларов, рекордную сумму для того времени. Предполагается, что картина попала в собрание в годы Тридцатилетней войны. Её приобрел Карл Эйсебиус или Ханс Адам. Красная печать с гербом Лихтенштейнского дома на обороте картины появилась в 1733 году, когда портрет уже находился в коллекции неопределённое время. После продажи, полотно стало частью постоянной экспозиции Национальной галереи искусства (Вашингтон, США).
Нынешний, 15-й по счёту правящий князь Лихтенштейна — Ханс-Адам II (род. 1945) продолжает пополнять семейное собрание. Он приобрёл «Мытари» Квентина Массейса (1406—1503), «Диана после охоты» Ханса фон Аахена (1552—1615), «Портрет неизвестного мужчины» Франса Халса (1581—1666) и другие картины, многочисленные скульптуры и мозаики, например, «Св. Иоанн Креститель» Якопо Сансовино, «Св. Себастьян» Андреа Мантеньи, а также так называемый Бадминтонский кабинет — монументальный шкаф-бюро, выполненный по заказу герцога Бофорского — Генри Сомерсета. 11 декабря 2004 года на лондонском аукционе Christie Ганс-Адам II отдал за него около 27,5 млн евро. Бадминтонский кабинет на сегодняшний день — самый дорогой предмет мебели, проданный на аукционе.

## Расположение коллекции

### Резиденция в Вадуце
Часть собрания Лихтенштейнов находится в их официальной резиденции — замке в Вадуце. Он был построен в XII веке, а в 1712 году вместе с графством приобретён семьёй Лихтенштейн. В период с 1905 по 1920 годы Князь Иоганн II провёл его полную реконструкцию. В начале 1930-х при князе Франце Иосифе II замок был существенно расширен, а с 1938 года стал официальной резиденции княжеской семьи и закрыт для широкого доступа. Во время Второй мировой войны в него под бомбёжками на обычном рейсовом автобусе вывозились шедевры коллекции (в том числе картина «Портрет Джиневры деи Бенчи» Леонардо да Винчи). В настоящее время подземные хранилища замка используются как запасники: в них хранятся картины, фарфор, а также коллекция холодного и огнестрельного оружия.

## Экспонаты
В настоящее время коллекция насчитывает свыше 3 000 экспонатов, включая 1 700 картин, а также скульптуры, произведения ювелирного искусства, изделия из фарфора и бронзы, охотничье оружие и мебель. В библиотеке собрания около 10 000 книг. Самые старые экспонаты датируются эпохой раннего Возрождения, самые «молодые» — 1860-ми годами, современное искусство в коллекции не представлено.
Стоимость собрания оценивается в несколько миллиардов долларов. Директор коллекции Йохан Крефтнер оценивает её в 3-4 млрд швейцарских франков (около 4 млрд долларов).
Некоторые экспонаты:

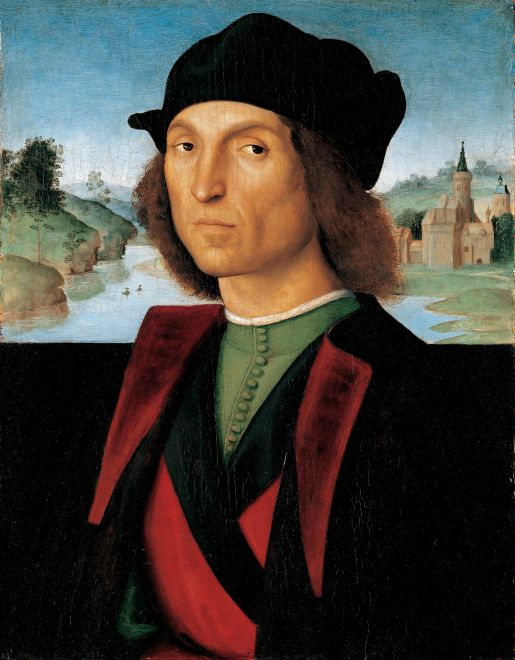
Рафаэль, «Портрет неизвестного»[фр.]. 1502-1504. Дерево, масло. 47 х 37 см.
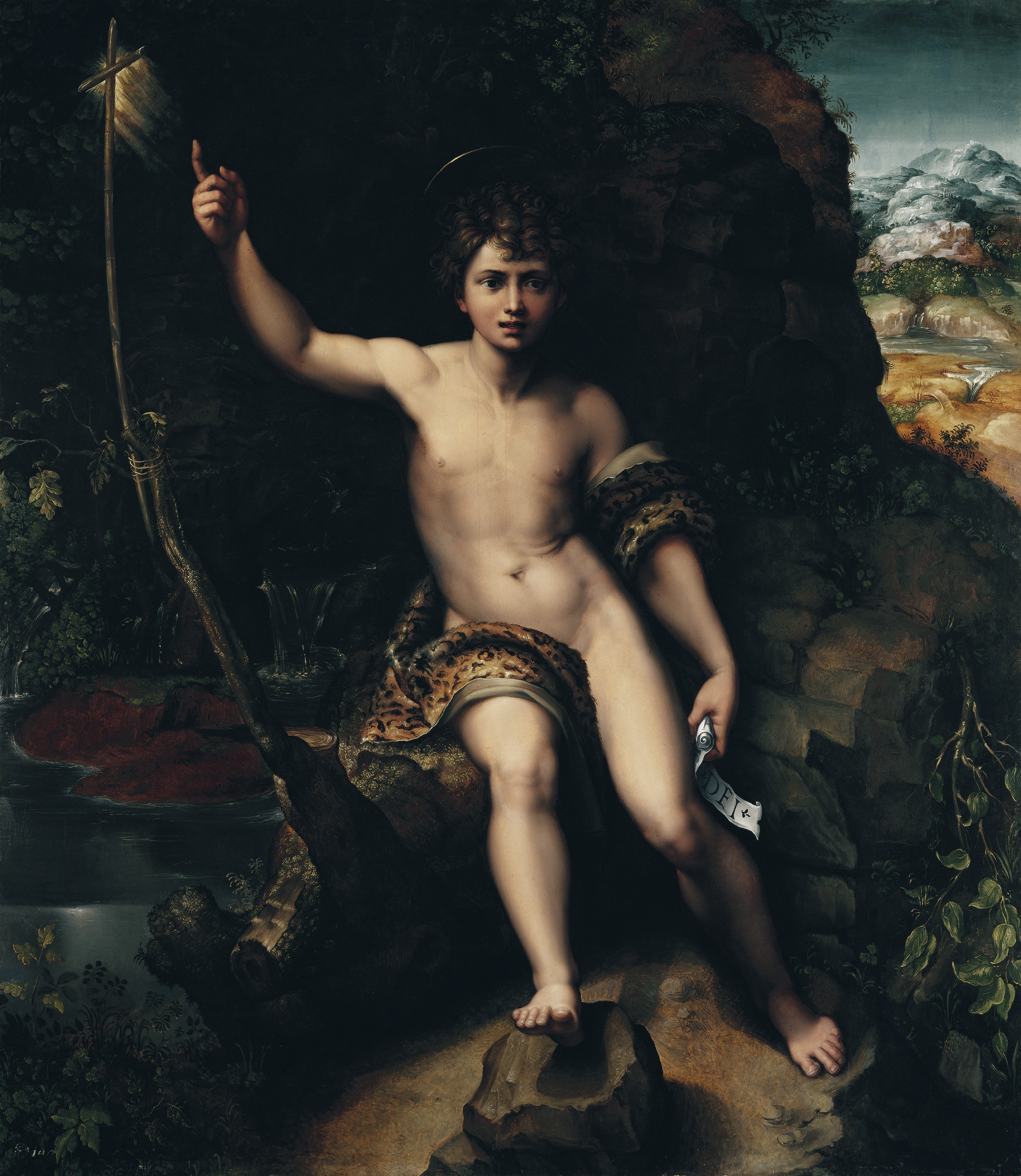
Джулио Романо, «Иоанн Креститель»
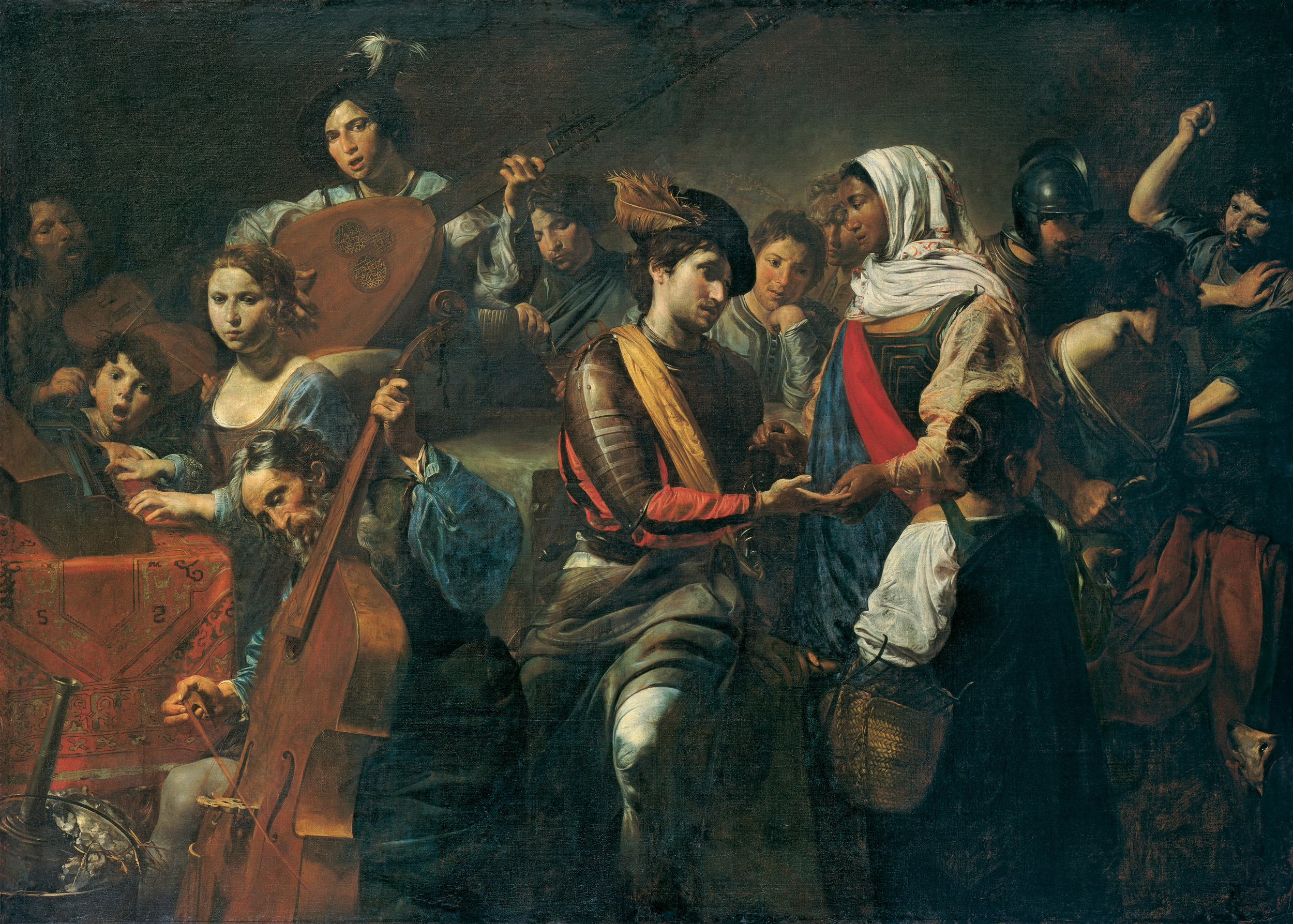
Валантен де Булонь, «Весёлая компания с гадалкой»
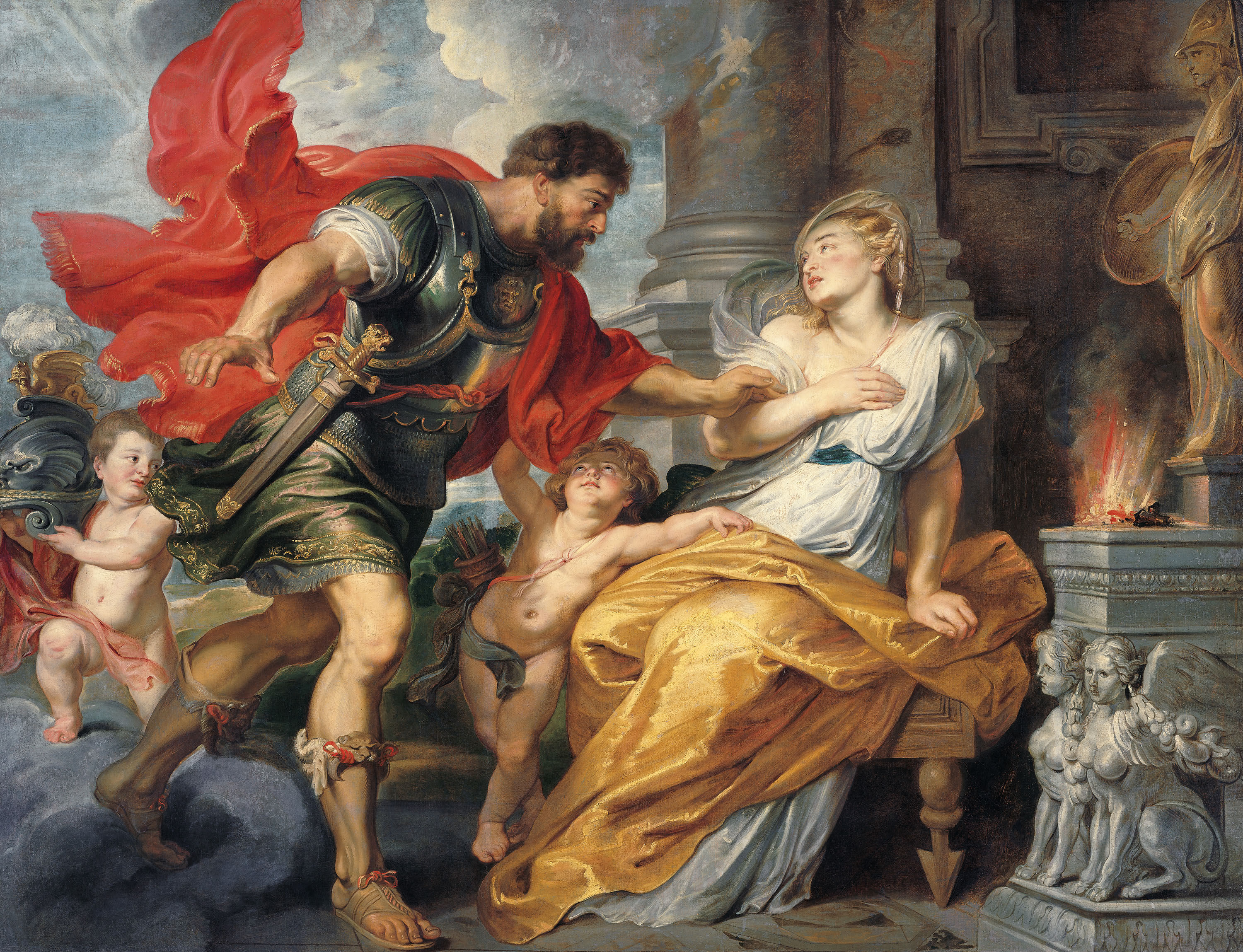
Рубенс, «Марс и Рея Сильвия[англ.]»
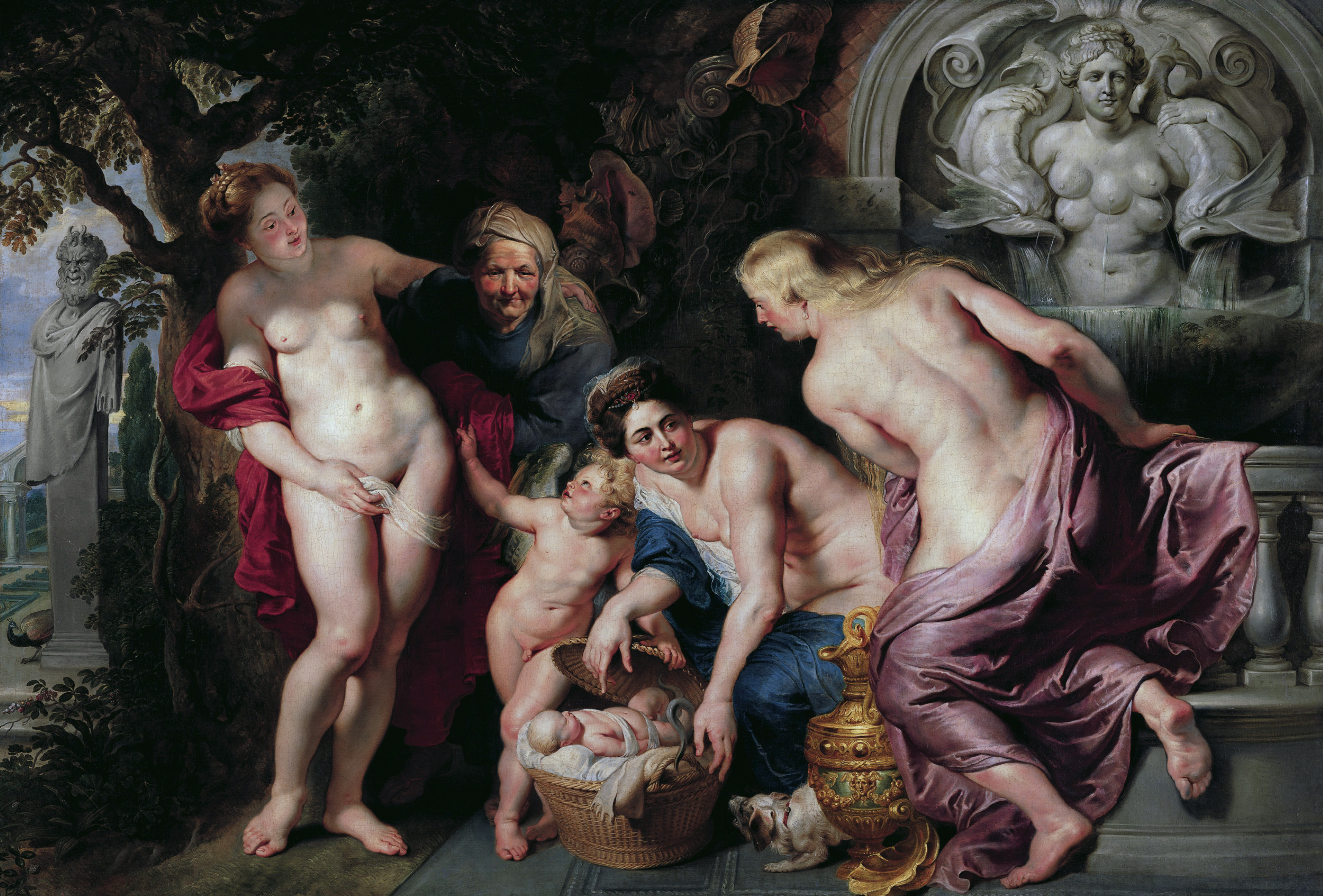
Рубенс, «Обнаружение младенца Эрихтония[фр.]»
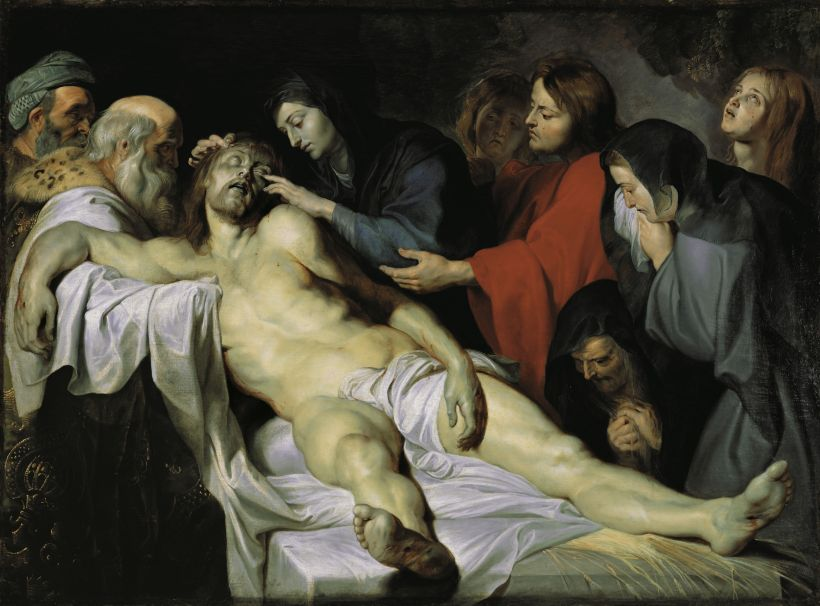
Рубенс, «Оплакивание Христа»
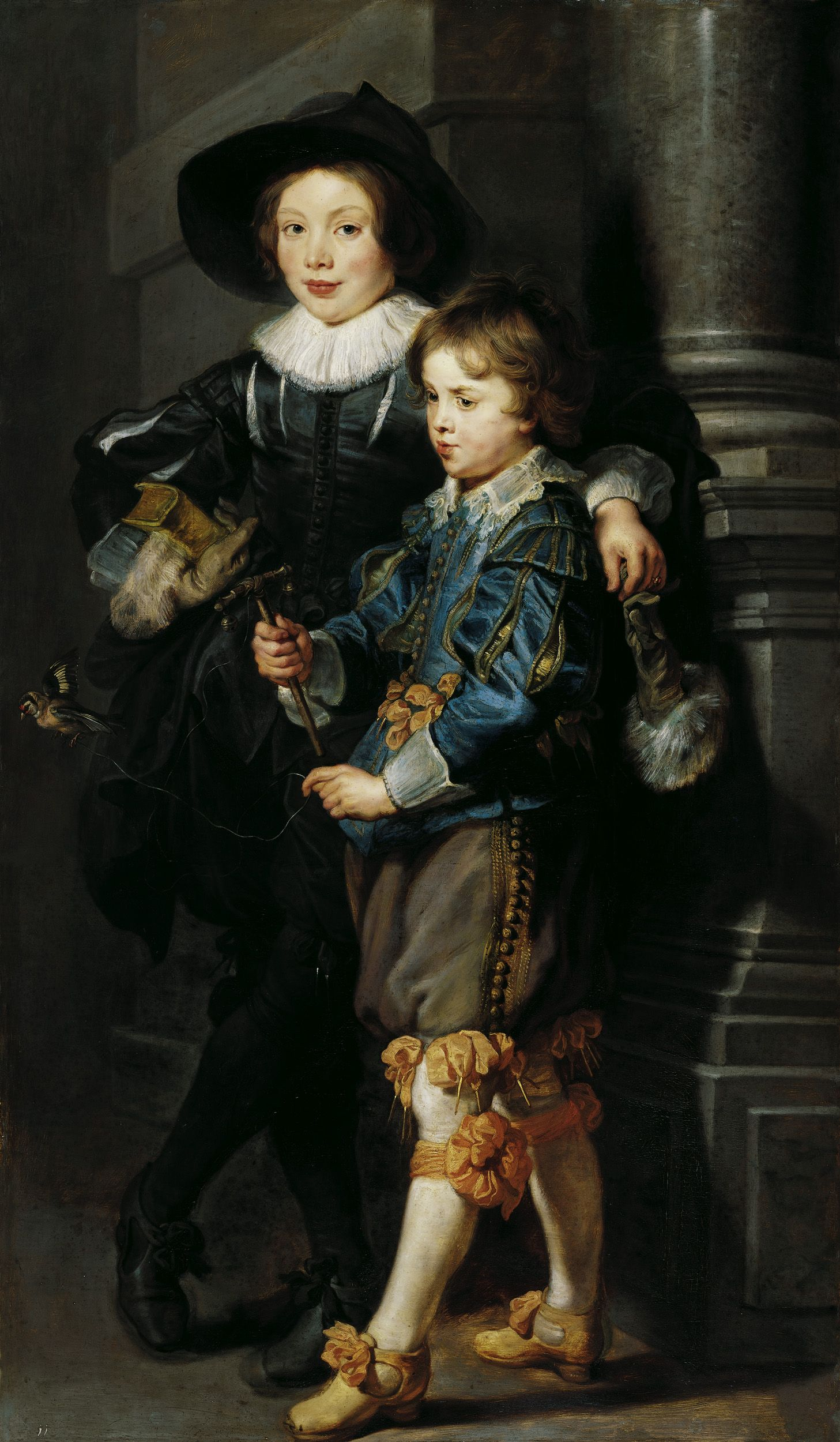
Рубенс, «Портрет Альберта и Николаса Рубенсов»
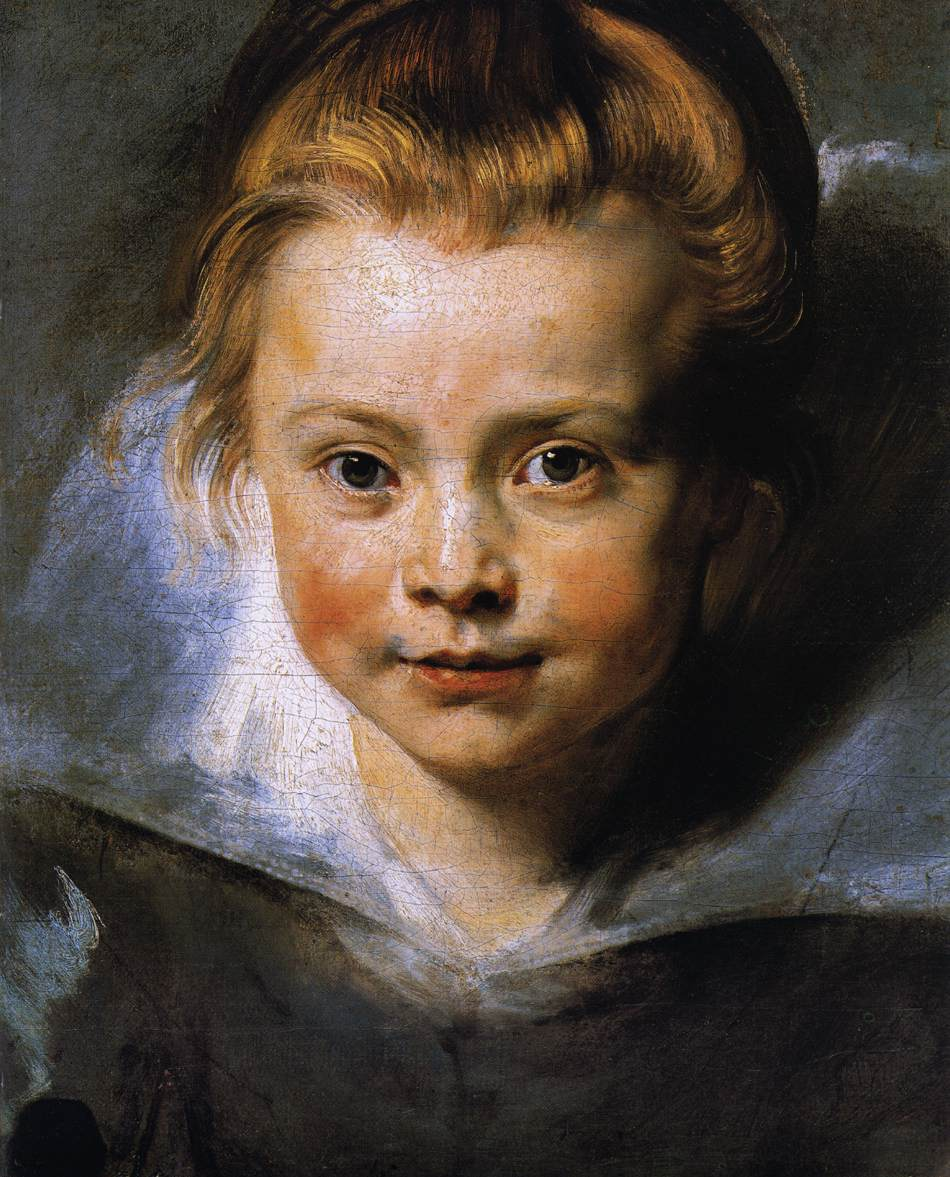
Рубенс, «Портрет Клары Серены Рубенс». Ок. 1660. Холст, наклеенный на дерево, масло. 37,3 × 26,9 см
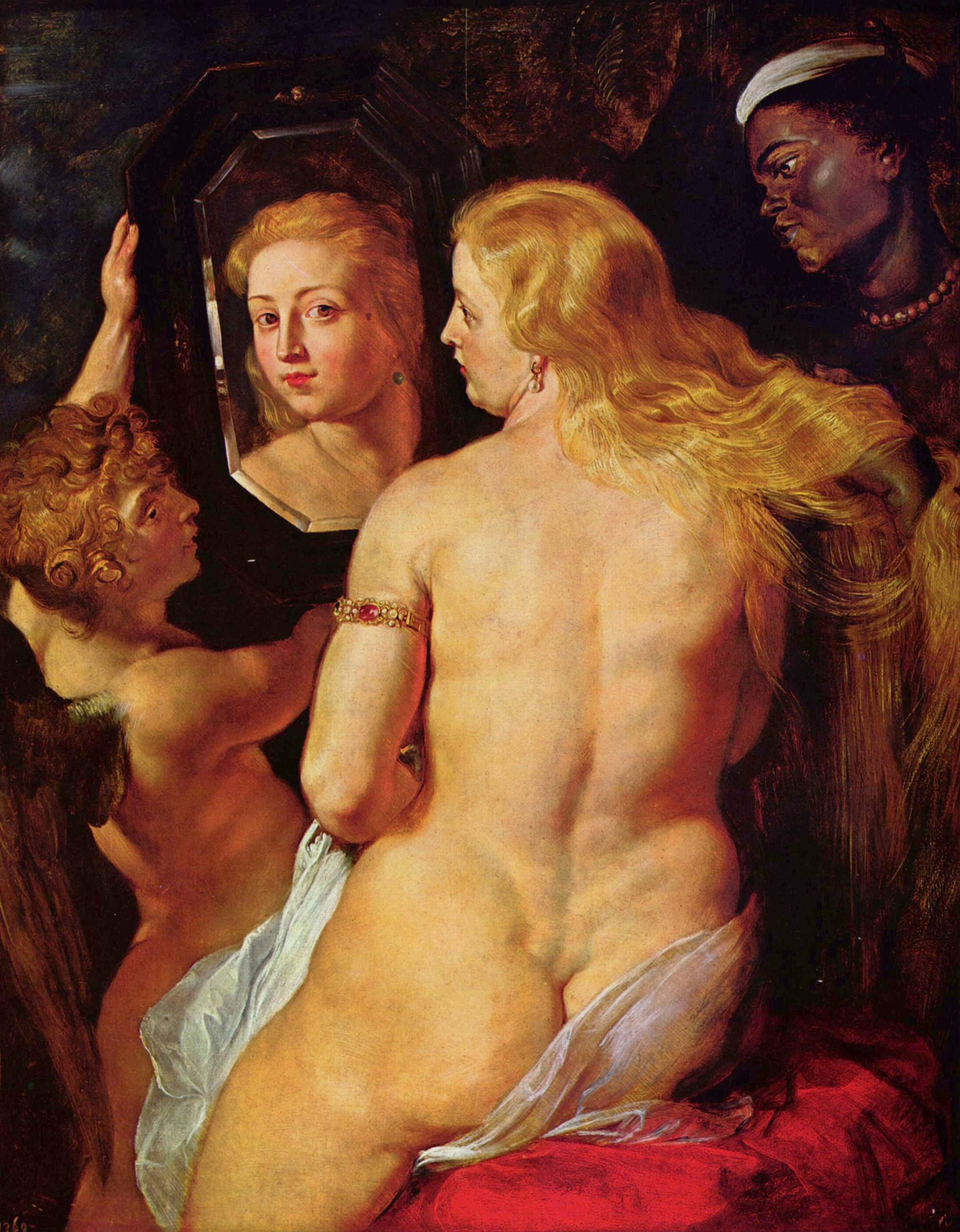
Рубенс, «Венера перед зеркалом»
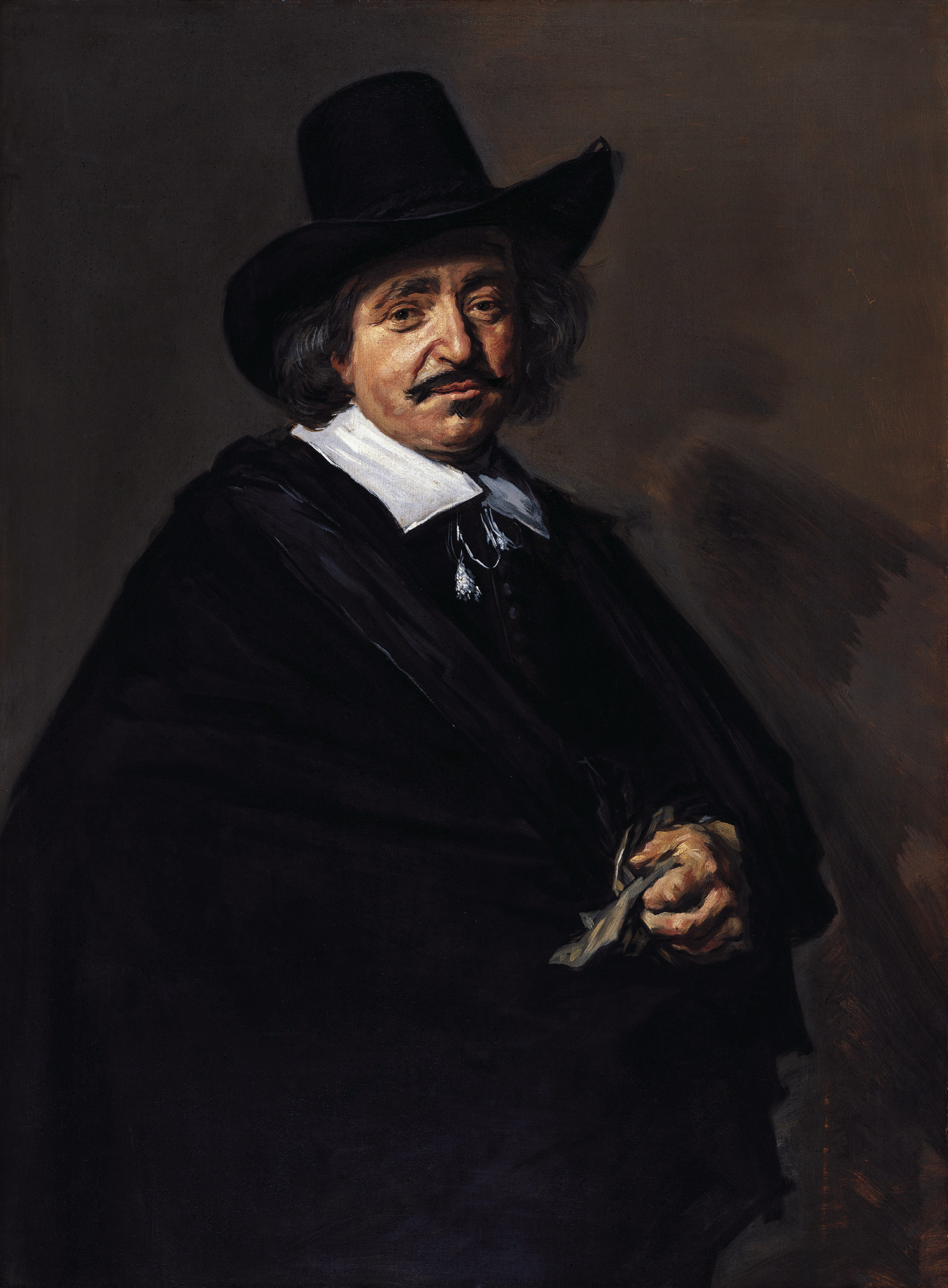
Франс Халс, «Портрет мужчины»
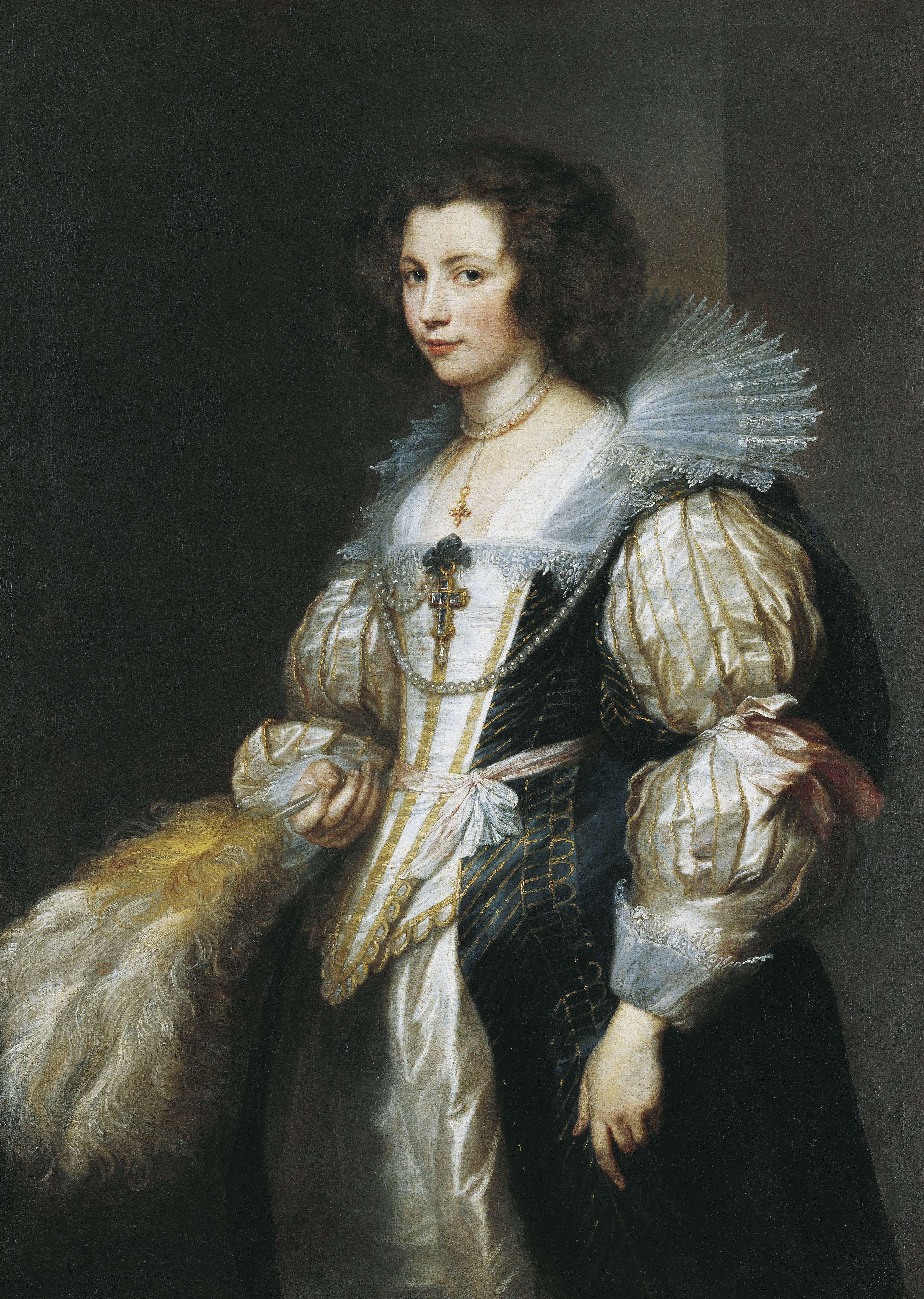
Ван Дейк, «Портрет Марии Луизы де Тассис»
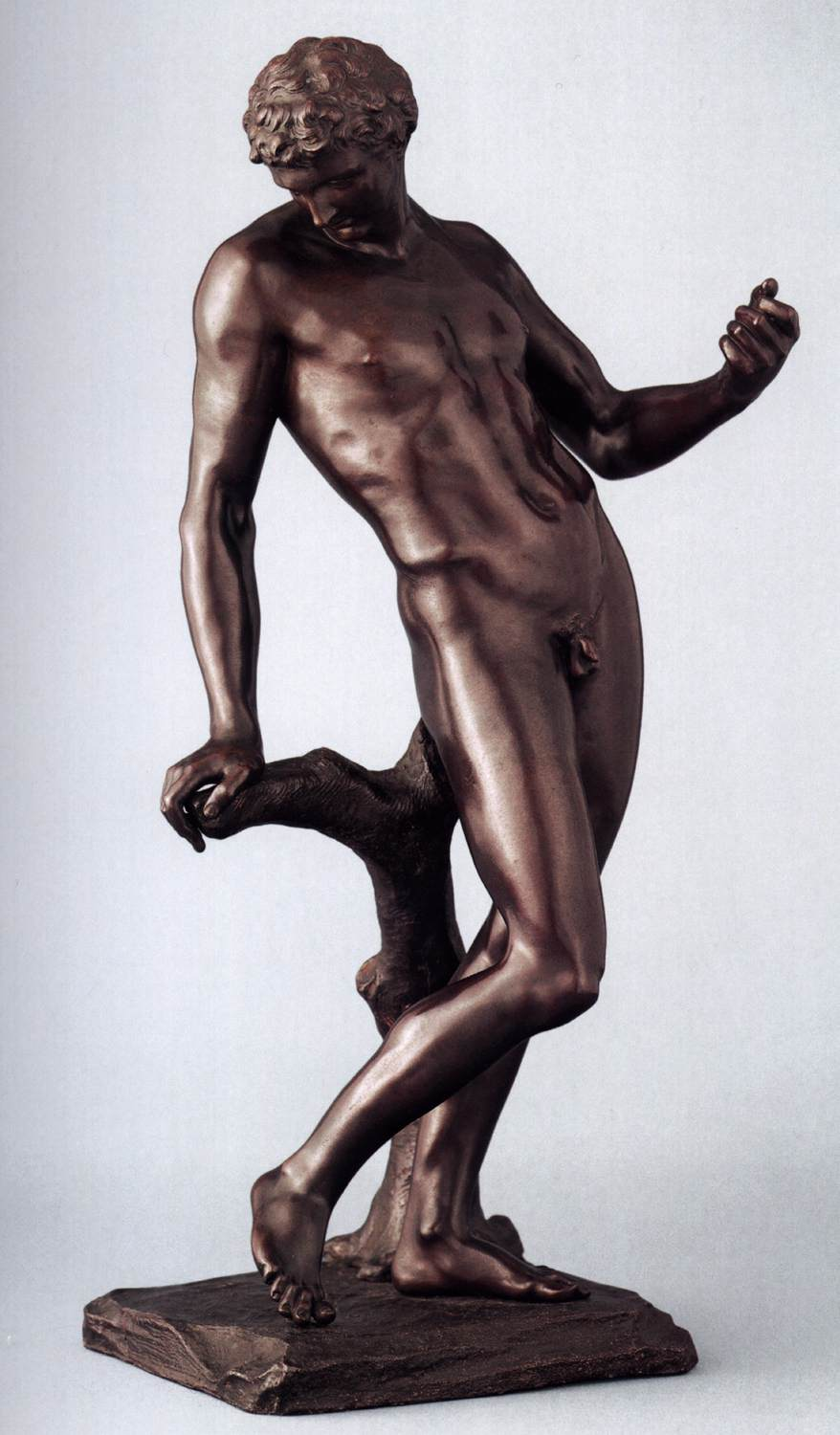
Франсуа Дюкенуа, «Меркурий»[англ.]
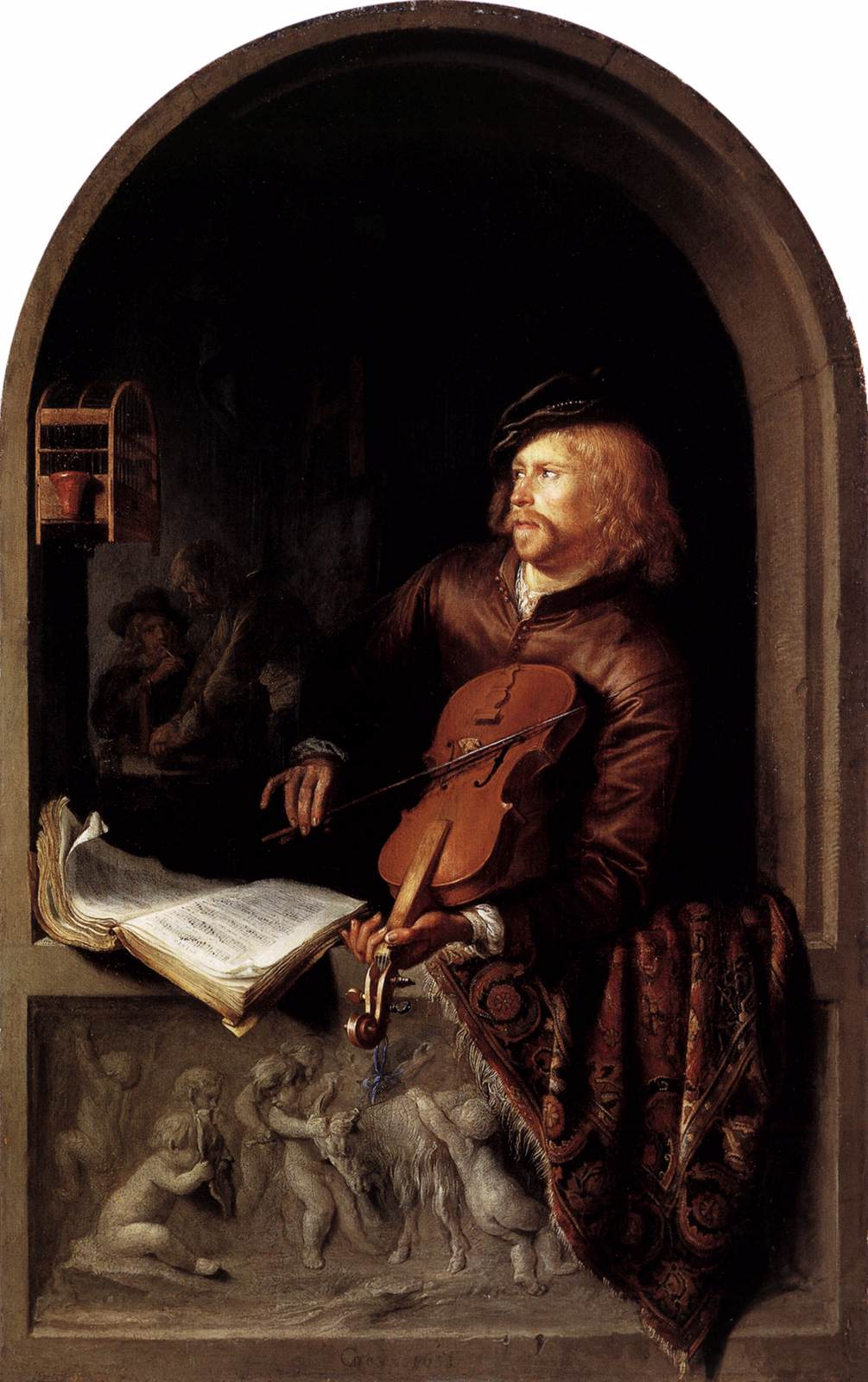
Геррит Доу, «Скрипач»
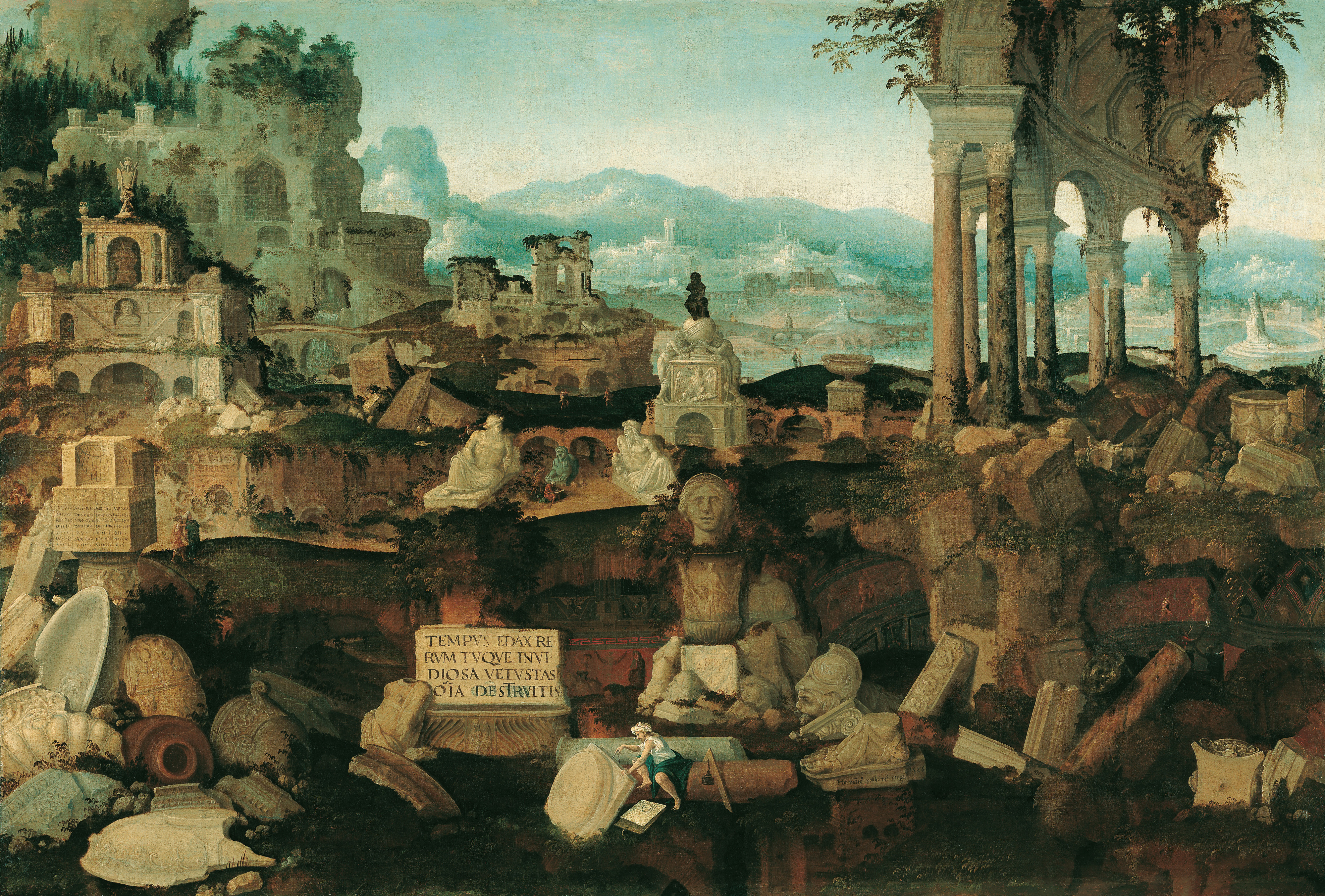
Герман Постумус[исп.], «Пейзаж с руинами»
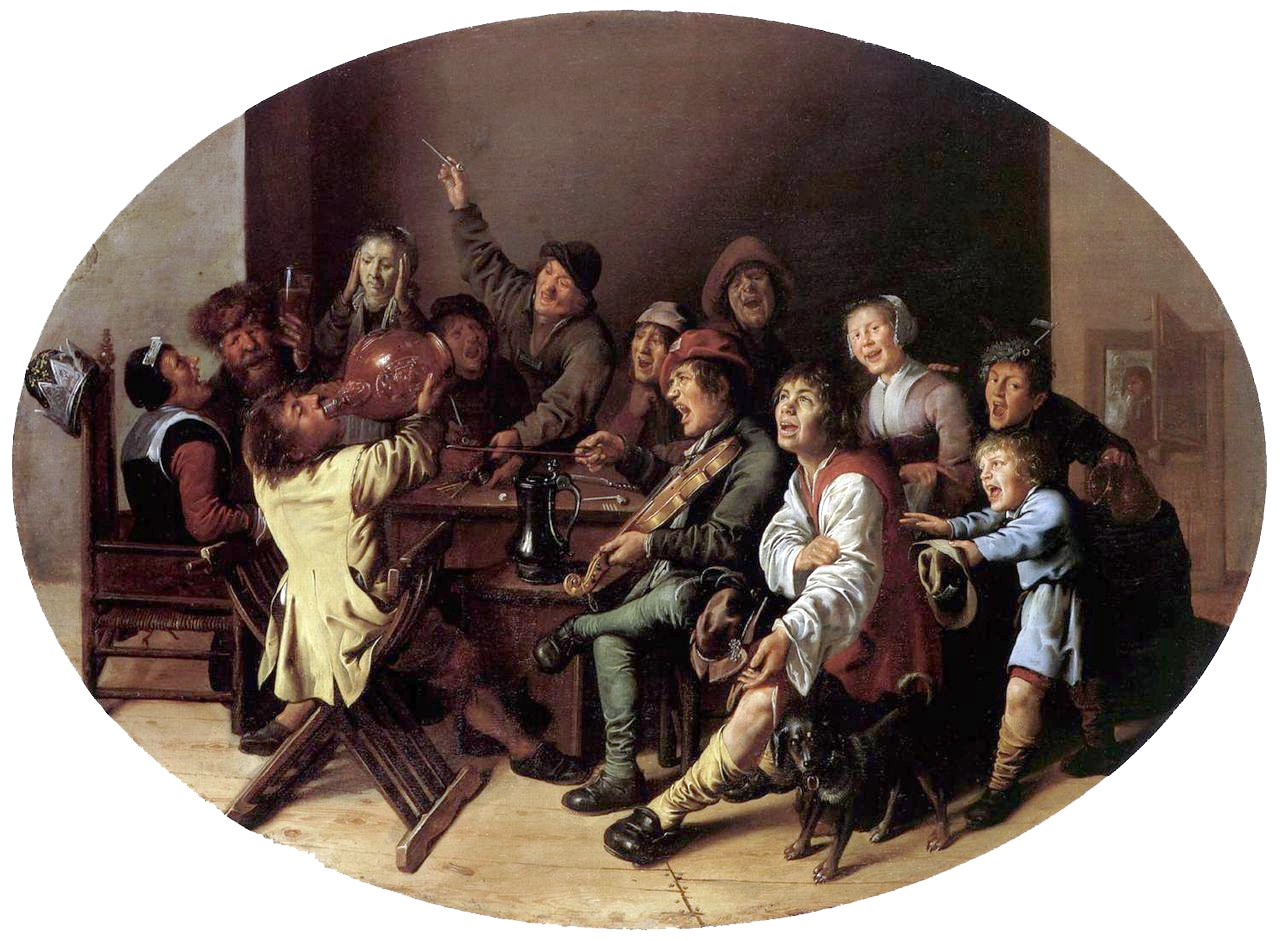
Ян Минсе Моленар, «Король пьет».  1636-37.
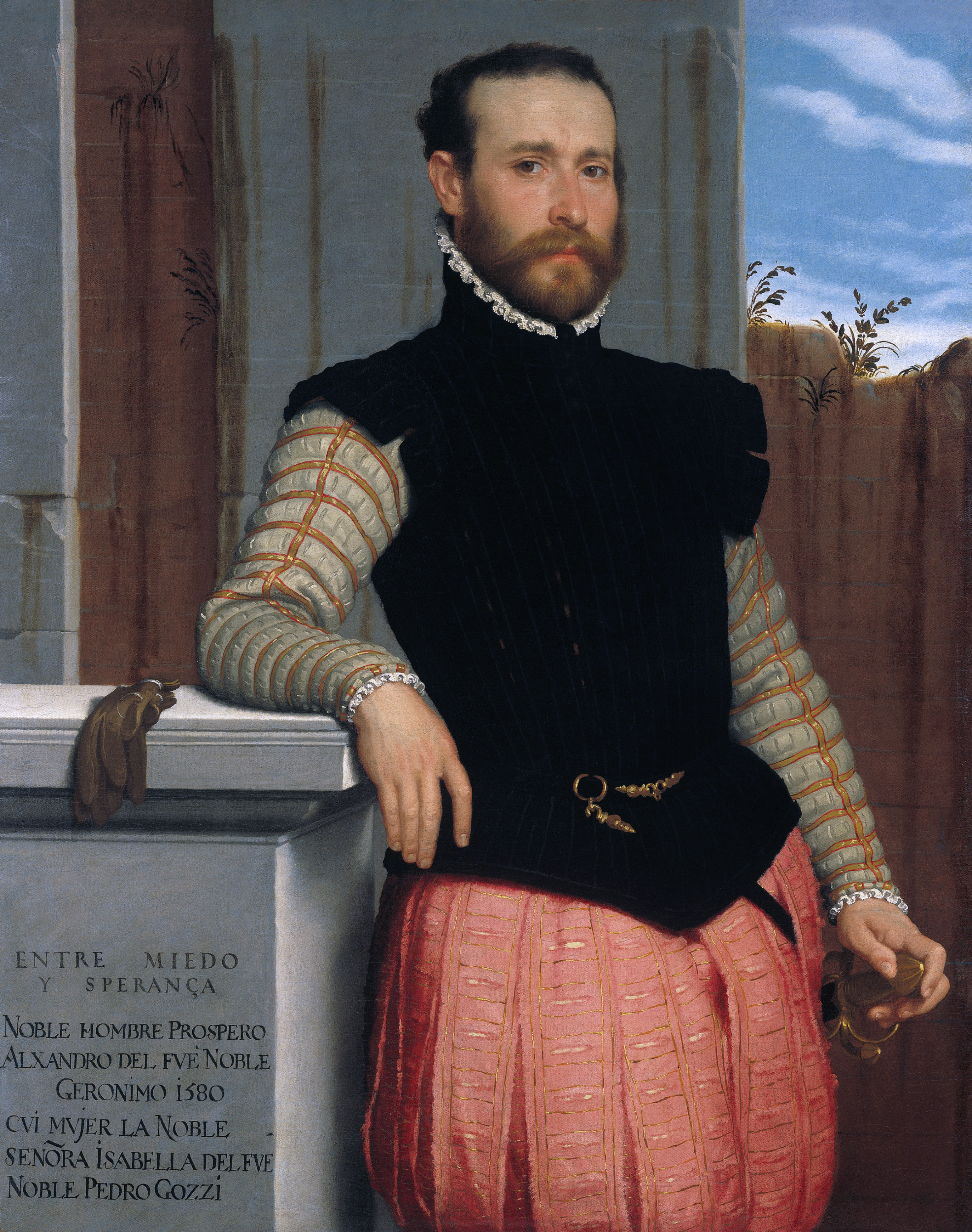
Джованни Баттиста Морони, «Портрет Просперо Алессандри»
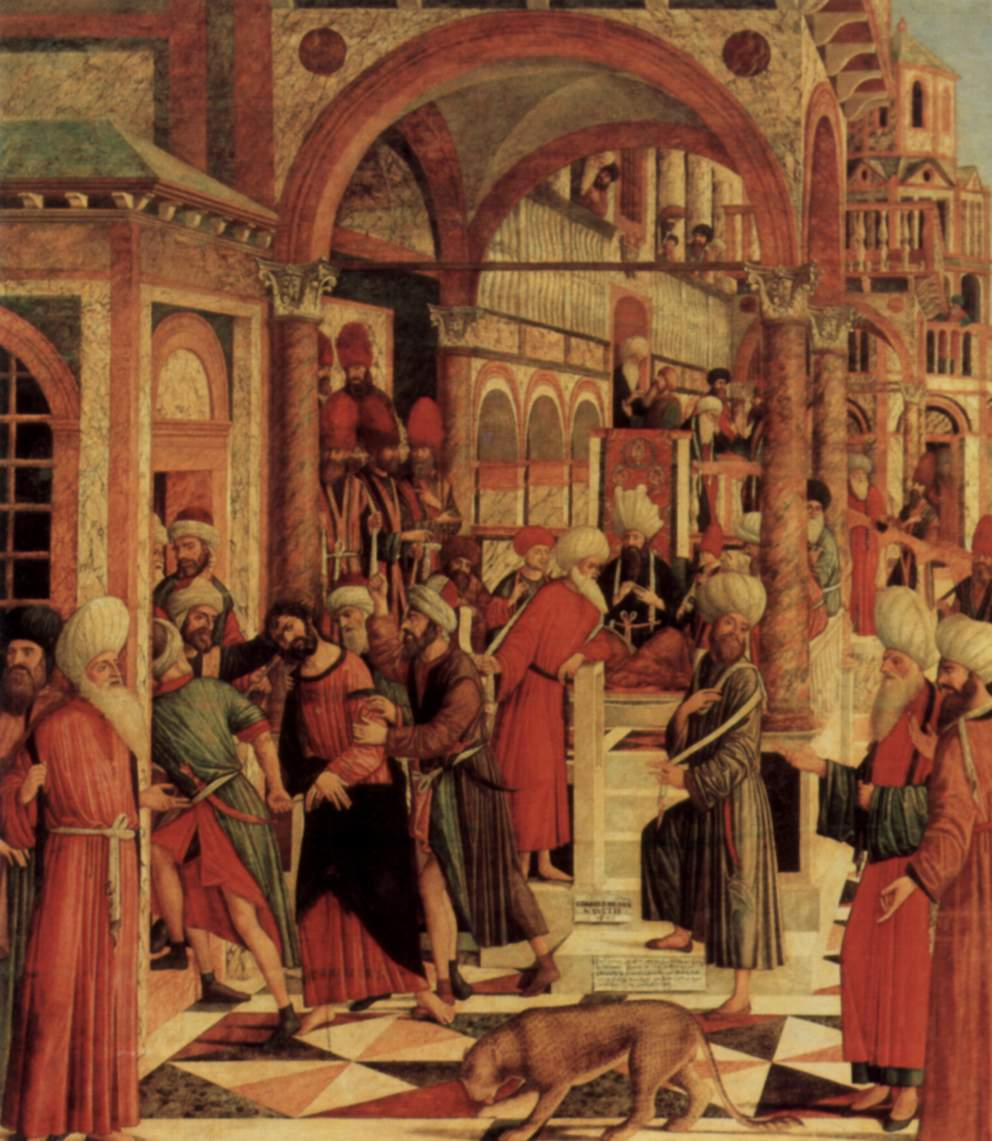
Джованни ди Никколо Мансуэти, «Взятие под стражу святого Марка в синагоге». 1499.
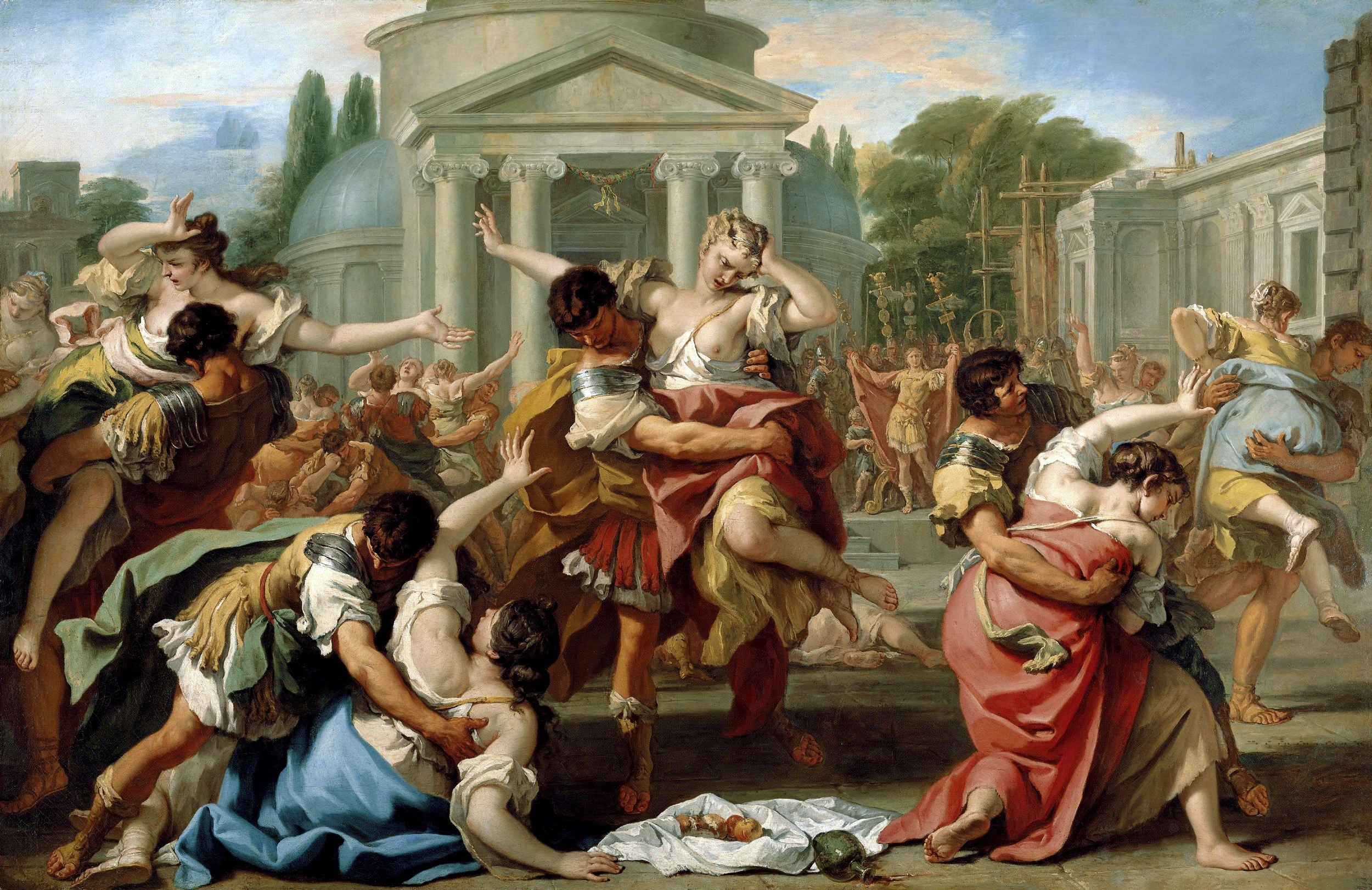
Себастьяно Риччи, «Похищение сабинянок»
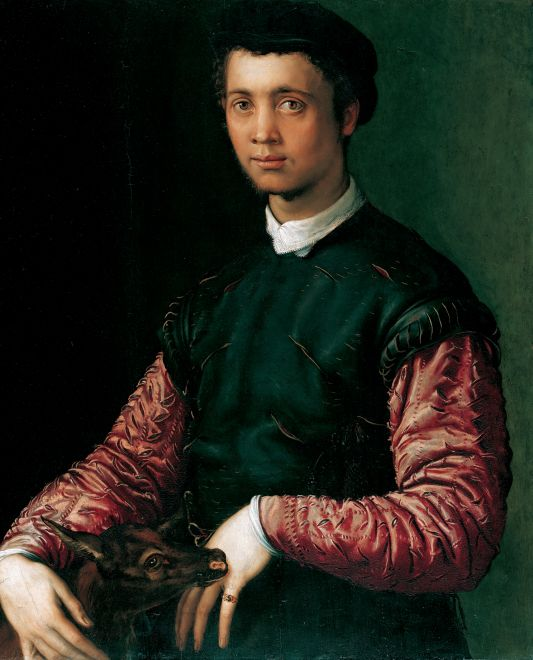
Франческо Сальвиати, «Портрет молодого человека»
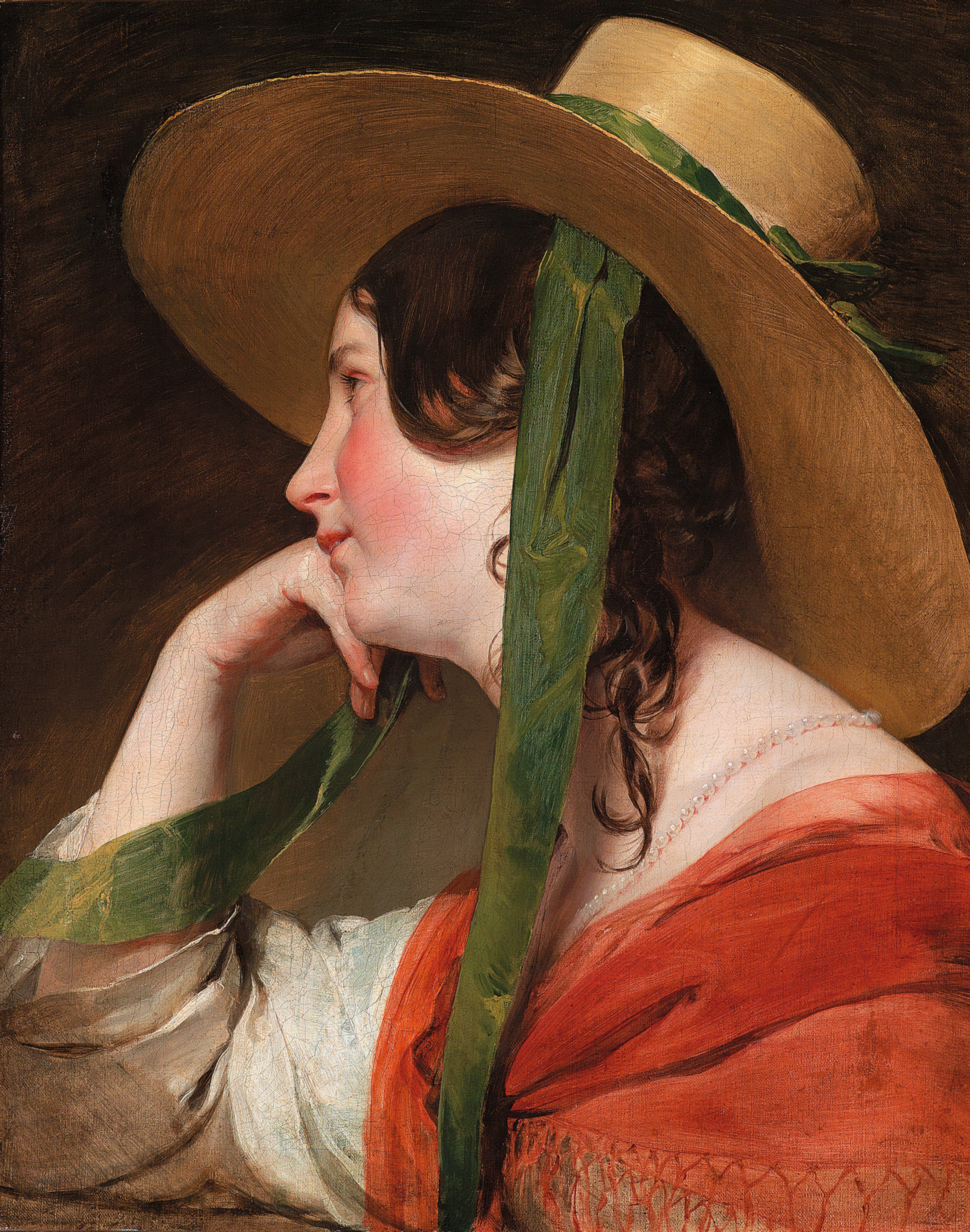
Фридрих фон Амерлинг, «Девушка в соломенной шляпке»
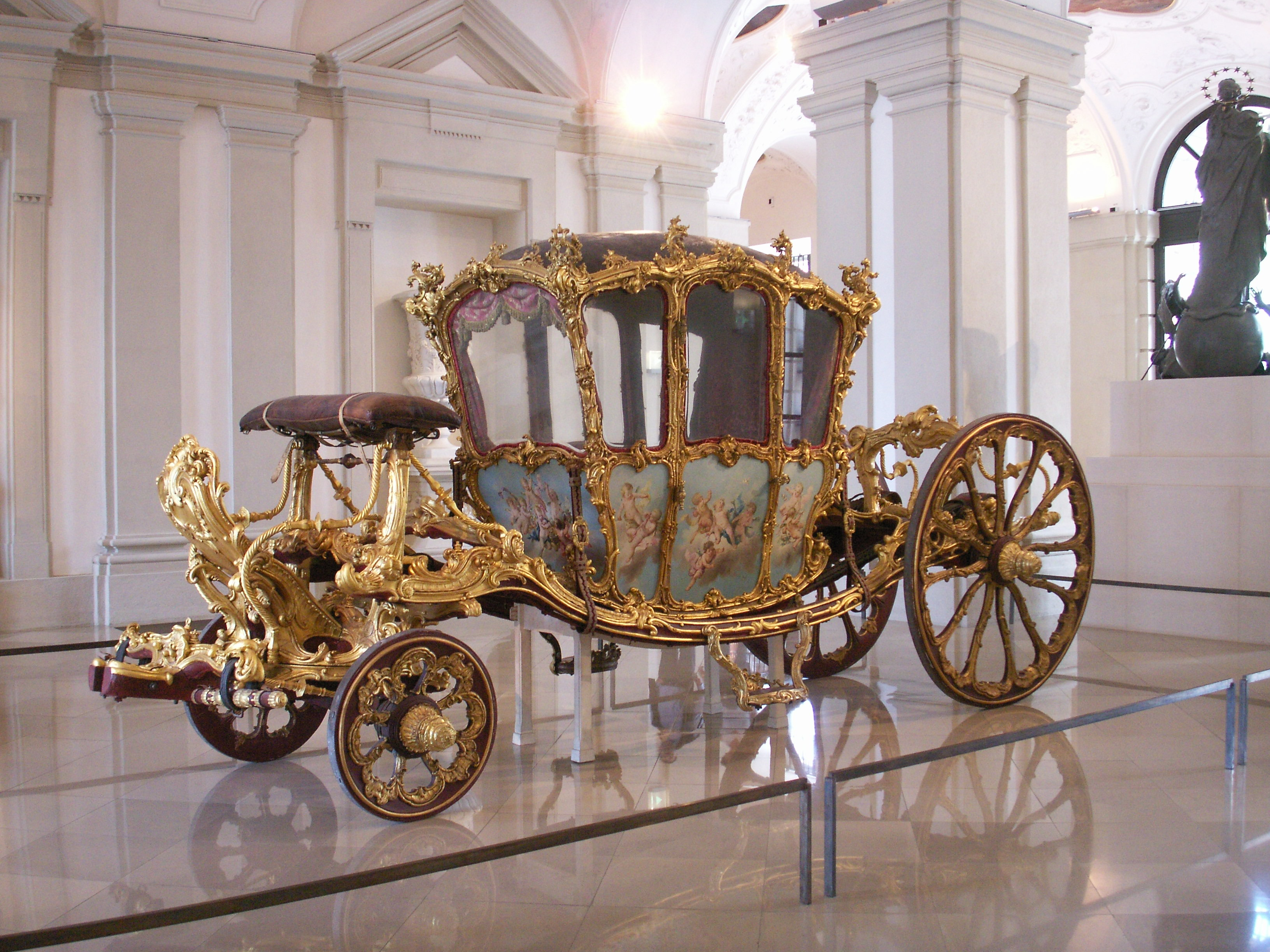
Золотая карета Йозефа Венцеля I фон Лихтенштейна (1738)

## Искусствоведы о коллекции
Искусствоведы высоко оценивают коллекцию, называя её одной из наиболее значимых частных коллекций в мире. Директор ГМИИ имени А. С. Пушкина Марина Лошак отмечает, что это мало с чем сопоставимое собрание, так как оно содержит множество великолепных работ выдающихся мастеров прошлого. Коллекция, по её мнению — «редкий в мировой истории пример бережно сохраненной преемственности традиции коллекционирования. Большинство некогда знаменитых коллекций европейских монархов и высшей аристократии уже давно прекратили своё существование, тогда как сокровища князей Лихтенштейнских не только украшают княжеские дворцы, но и пополняются новыми экспонатами». Доктор искусствоведения Вадим Садков обращает внимание на цельный раздел фламандской живописи в коллекции: «Фламандские живописцы XVII века во главе с Рубенсом — одна из лучших в мире подборок этого великого мастера, это очень интересная коллекция, позволяющая представить различные этапы его творчества и жанры, в которых он работал». Министр культуры России Владимир Мединский также считает, что коллекция «принадлежит к числу лучших в мире собраний произведений великого Рубенса и его современников».

## Выставки
После аншлюса Австрии и закрытия в 1938 году музея Лихтенштейнов в Вене, княжеская коллекция выставлялась на временных выставках в городах Европы и Америки. В 2004—2011 годах экспонаты вернулись на постоянную экспозицию в Садовый дворец. С 2011 года из-за низкой посещаемости публичный доступ во дворец был закрыт, а экспонаты отправились в «гастрольное турне» по мировым музеям.
Крупнейшие выставки:
1948 — Шедевры из коллекции князя Лихтенштейнского. Kunstmuseum, Люцерн
1955—1969 — Фламандская живопись XVII века. Выставка из коллекций князя Лихтенштейнского. Engländergebäude, Вадуц
1985—1986 — Лихтенштейн. Княжеская коллекция. Метрополитен-музей, Нью-Йорк
1987—1990 — От Брейгеля до Рубенса. Шедевры фламандской живописи. Engländergebäude, Вадуц
1995 — Коллекция князя Лихтенштейнского. Национальный музей истории и искусства, Люксембург
1998—2003 — Древний миф в зеркале старых мастеров из собраний князя Лихтенштейна. Engländergebäude, Вадуц
2004—2011 — Коллекция князей Лихтенштейнов. Садовый дворец, Вена
2008 — Пейзажная живопись из коллекции князя Лихтенштейнского. Kunstmuseum, Люцерн
2009 — Бидермайер. Австрийское искусство XIX века из коллекции князя Лихтенштейна. Государственный музей изобразительного искусства им. А. С. Пушкина, Москва
2011 — Великолепие княжеских коллекций Лихтенштейнов — Брейгель, Рубенс, Рембрандт. Palais Lumière, Эвиан
2011—2012 —
2013—2014 — Рубенс, Ван Дейк и фламандская школа живописи: шедевры из коллекции князя Лиштенштейнского. Национальный музей Китая, Пекин. China Art Museum, Шанхай. Государственный музей изобразительного искусства им. А. С. Пушкина, Москва
2019 — От Рубенса до Макарта — Лихтенштейн: княжеские коллекции. Галерея Альбертина, Вена
2020—2021 — Княжеские коллекции Лихтенштейн: пять веков европейской живописи и скульптуры. Национальная галерея искусства, Вашингтон